# Curia Raetorum
Curia Raetorum (o Coira Raetorum o in italiano Curia dei Reti) è un insediamento romano (vicus) dell'antica Retia, situato nel centro della città di Coira, capitale del Cantone dei Grigioni in Svizzera.

## Storia

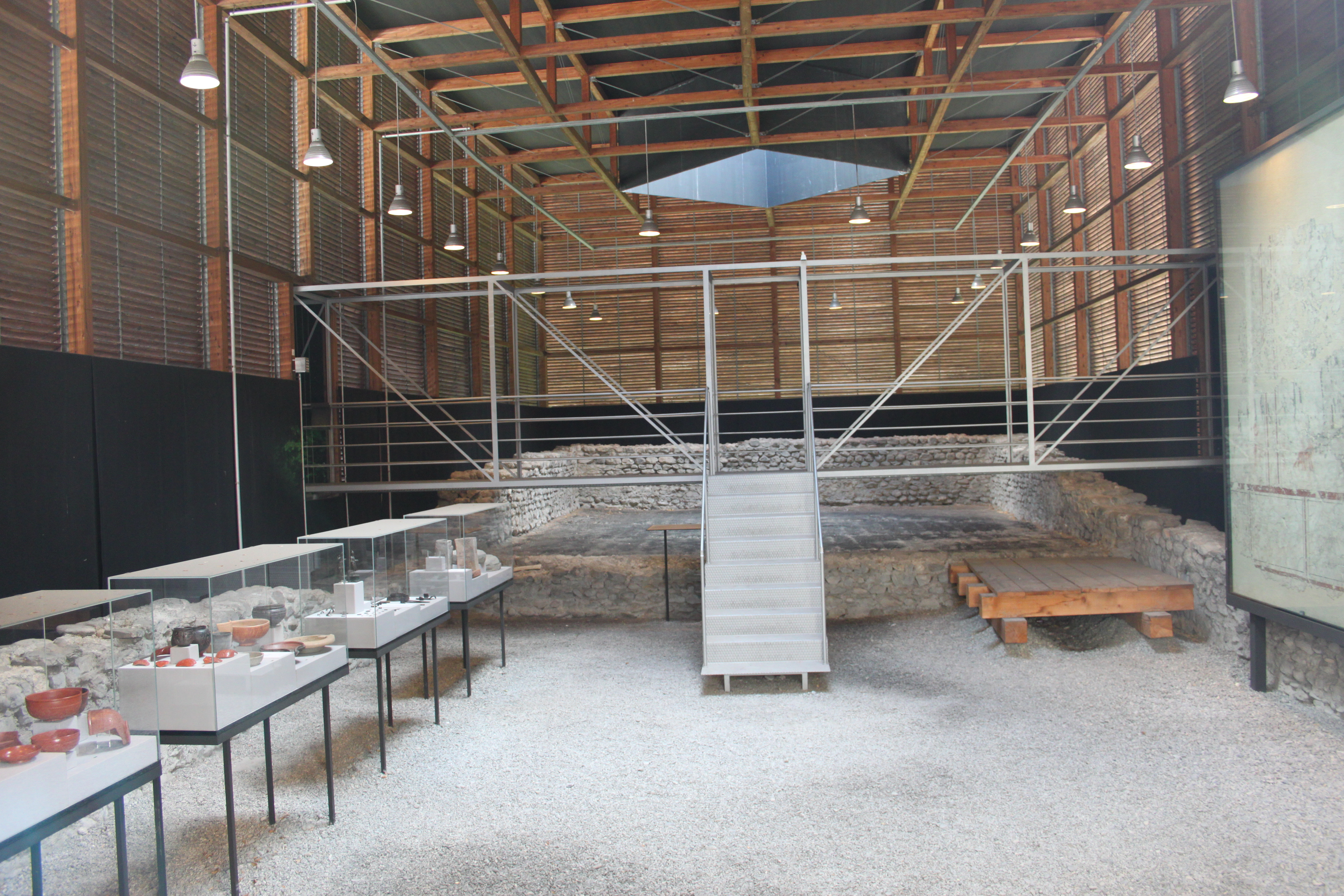
Il vicus Curia Raetorum coperto dalle opere di protezione.

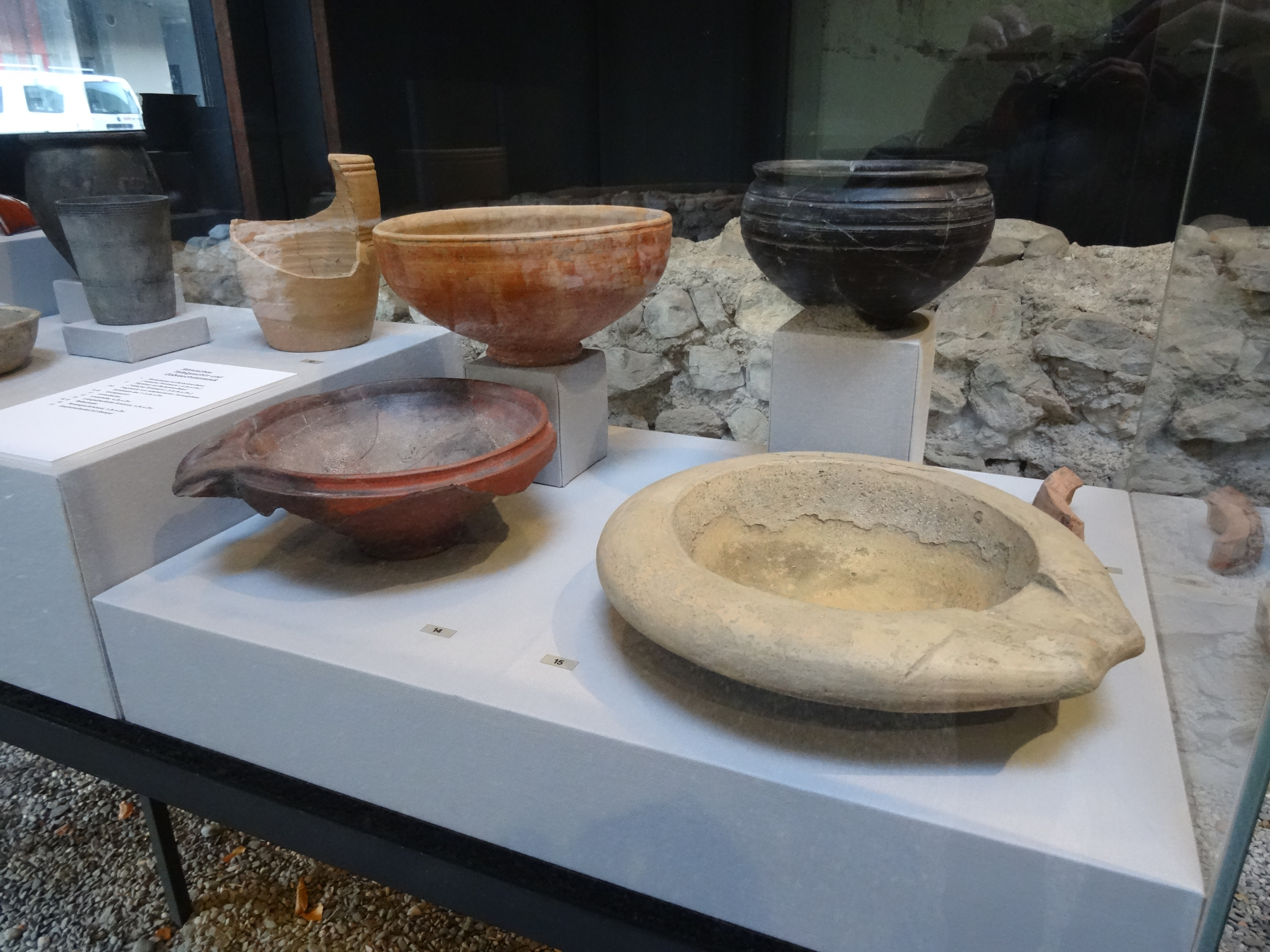
Ceramica di epoca romana di Curia Raetorum.

L'insediamento romano fu fondato su un precedente insediamento di epoca preromana, e si trova nel quartiere di Welschdörfli sulla riva sinistra del Plessur. Il nome Curia può essere una forma latina della parola celtica kora o korje con il significato di tribù o clan. Raetorum è invece un riferimento alla popolazione alpina dei Reti che viveva nell'area prima della conquista romana.
Con i due figliastri dell'Imperatore Augusto (27 a.C.-14 d.C.), Druso e Tiberio, questi territori furono incorporati nell'impero romano nella provincia romana di Raezia, e furono romanizzati nel corso del dominio romano.
Probabilmente per proteggere i passi alpini dei Grigioni (Passo dello Spluga e Passo del Settimo), fu costruita una stazione militare nell'insediamento. La Curia era un crocevia sulla strada romana tra Vindonissa (Windisch), Turicum (Zurigo), Centum Prata (Kempraten) sulla rotta alpina tra il lago di Walenstadt, il lago di Zurigo e il fiume Reno. Intorno al 300 d.C. fu costruito un forte a Curia Raetorum.
A partire dalla riforma dioclezianea, la provincia venne annessa alla Diocesi d'Italia, e divisa fra le due nuove province di Raetia prima (Curiensis) Raetia secunda (Vindelica). In entrambe vennero dislocati un dux per il comando militare e un Praeses per quello civile, rispettivamente a Curia (Coira) e ad Augusta Vindelicorum (Augusta).
Le strutture romane sono oggi conservate sotto gli edifici protettivi nel quartiere di Welschdörfli.